# Lindenweiher (Falkensee)
Der Lindenweiher ist ein kleiner See im Falkenseer Ortsteil Finkenkrug im Land Brandenburg.

## Lage
Der 600 Meter lange und etwa 2 Hektar große Lindenweiher gliedert sich in vier Bereiche: den „runden Teil“ an der Rembrandtstraße, den „langen Teil“ bis zur Leistikowstraße, den „kurzen Teil“ bis zur Karl-Marx-Straße und einen kleinen vierten Teil bis zur Feuerbachstraße. Die Bereiche werden jeweils durch Brücken getrennt. Um den Weiher führt ein insgesamt 790 Meter langes Wegenetz.

## Geschichte
Finkenkrug liegt im Randgebiet des Havelländischen Luchs und wurde um 1900 herum immer stärker besiedelt. Im Zuge dessen wurde ein umfassendes Grabensystem zur Wasserregulierung angelegt. Der Lindenweiher entstand 1902 als Teil dieses Systems und dient auch heute noch als Sammler für stärkere Niederschläge und zur Grundwasserregulierung. 
1905 wurde an dem See eine Badeanstalt eingerichtet, trotzdem verwandelte er sich mit der Zeit immer mehr in eine Müllkippe. In den 1960er Jahren wurde er ausgebaggert, um den Badebetrieb aufrechterhalten zu können. Dabei wurde das Gewässer auf einer Länge von 63 Metern unterbrochen. Die Einbringung von Abfällen hielt jedoch an, 1989 stand der Lindenweiher kurz vor dem ökologischen Kollaps. Daher gründete sich 1992 die Bürgerinitiative Lindenweiher, die sich seitdem um die Pflege des Biotops kümmert.
Ebenfalls 1992 erklärte die untere Naturschutzbehörde den See zum geschützten Landschaftsteil. 1994 wurde das Wegenetz um den Weiher herum angelegt, seit 2004 sind die vier Bereiche des Sees dank mehrerer Durchstiche wieder verbunden.
Die Bürgerinitiative ruft viermal im Jahr zu Arbeitseinsätzen auf. Bis 2014 wurden über 10.000 Arbeitsstunden investiert. In regelmäßigen Abständen findet außerdem das Lindenweiherfest statt, von dem sämtliche Erlöse in den Erhalt des Biotops fließen.

## Flora und Fauna
Das Biotop Lindenweiher beherbergt unter anderem über 220 Pflanzenarten, von denen 50 Arten einer Gefährdungskategorie zugeordnet sind, so z. B. das Rote Waldvöglein. Auch einige seltene Tierarten wurden am Lindenweiher nachgewiesen: der Uhu, der Eisvogel, Teichmolche und Ringelnattern. An Fischen finden sich im See Rotaugen, Karauschen, Barsche und Hechte. Das Angeln ist nicht gestattet.